# Іван XI Веккос
Іван XI Векка або Веккос (грец. Ιωάννης ΙΑ΄ Βέκκος, 1225 — 1297 — Константинопольський патріарх, прихильник ліонської унії (1275–1282).

## Біографія
Народився в Нікеї між 1230—1240 роками в сім'ї біженців з Константинополя, який був захоплений латинянами.
Вперше згадується як хартофілакс Святої Софії Константинопольської у 1263 році. Цю посаду він обіймав до 1275 року.
У 1270 році був посланий імператором Михайлом Палеологом в туніський табір Людовика Святого клопотати про поєднання церков. Після смерті Людовика Іоанн повернувся в Константинополь, де разом з патріархом Йосипом противився намірам імператора і папи Григорія.
Ув'язнений у 1273 році Іван невдовзі змінив свої переконання і в 1274 році на Другому Ліонському соборі був одним з головних прихильників унії. За це після скинення Йосипа в 1275 році Іван був призначений патріархом.
Сильне роздратування всередині країни з приводу унії, до якої грецьке духовенство не бажало приєднатися, змусило Івана в 1279 році тимчасово скласти з себе сан, а в 1280 році скликаний ним в столиці собор ще більше загострив відносини між церковними партіями. 
При імператорі Андроникові II Іоанн був знову позбавлений влади і помер в Віфінії, в ув'язненні в 1288 році.
Майже всі його численні твори стосуються питання возз'єднання церков, наприклад «Про безпідставність і безглузду боротьбу обох церков», «Про з'єднання і мирі церков старого і нового Риму», «Про походження Святого Духа», «Заповіт» (грец. Διαθήκη Διαθήκη) і багато інших.